# Arcidiocesi di Monterrey

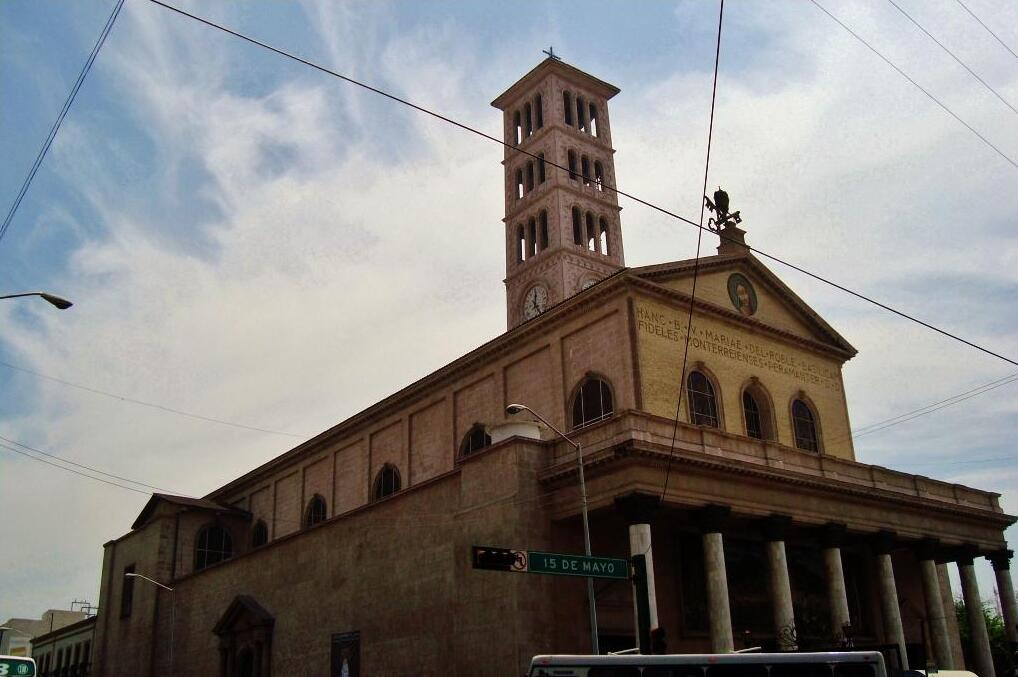
La basilica minore di Nostra Signora del Roble di Monterrey, patrona dell'arcidiocesi.

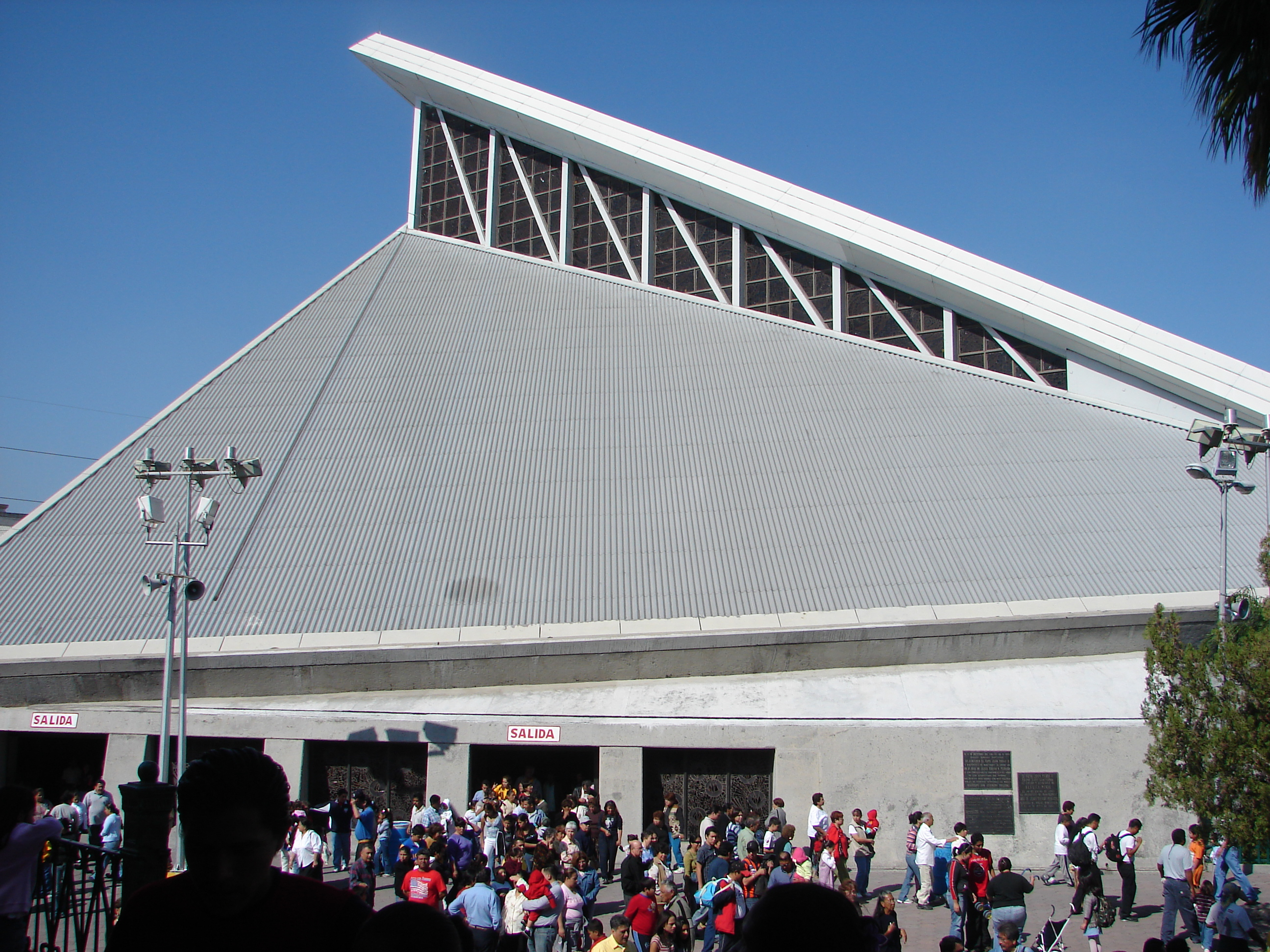
La basilica minore di Nostra Signora di Guadalupe a Monterrey.

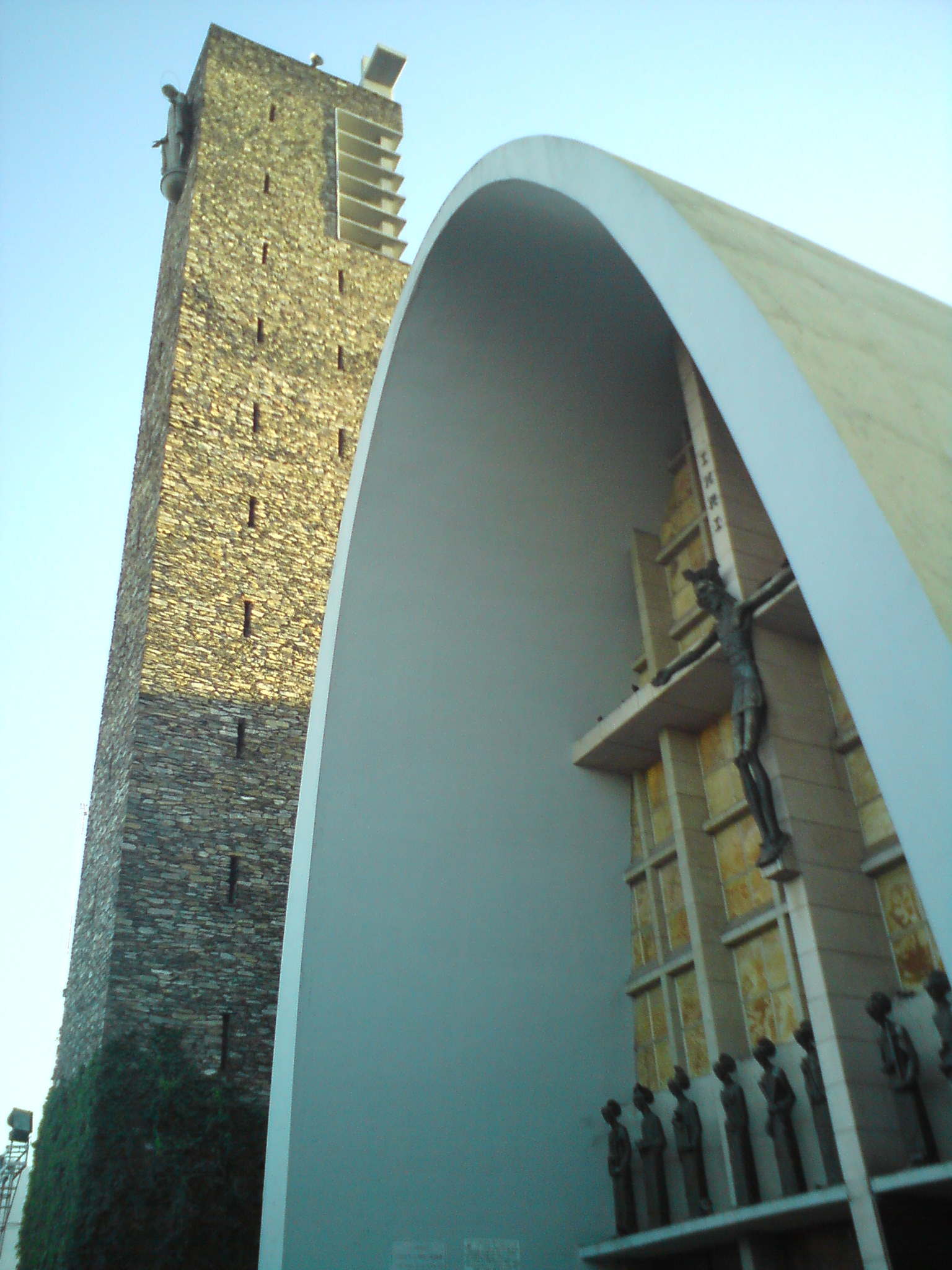
La basilica minore della Purissima Concezione di Maria di Monterrey, nota come Virgen Chiquita.

L'arcidiocesi di Monterrey (in latino Archidioecesis Monterreyensis) è una sede metropolitana della Chiesa cattolica in Messico. Nel 2023 contava 4.267.950 battezzati su 5.566.640 abitanti. È retta dall'arcivescovo Rogelio Cabrera López.

## Territorio
L'arcidiocesi comprende 30 comuni nella parte centro-occidentale dello stato messicano di Nuevo León.
Sede arcivescovile è la città di Monterrey, dove si trova la cattedrale dell'Immacolata Concezione di Maria Vergine. Nella stessa città sorgono anche tre basiliche minori: la basilica della Purissima Concezione di Maria, nota come Virgen Chiquita, la basilica di Nostra Signora del Roble e la basilica di Nostra Signora di Guadalupe.
Il territorio si estende su una superficie di 17.448 km² ed è suddiviso in 254 parrocchie.

### Provincia ecclesiastica
La provincia ecclesiastica di Monterrey, istituita nel 1891, comprende le seguenti suffraganee:
- la diocesi di Ciudad Victoria eretta nel 1964;
- la diocesi di Linares eretta nel 1962;
- la diocesi di Matamoros-Reynosa eretta nel 1958;
- la diocesi di Nuevo Laredo eretta nel 1989;
- la diocesi di Piedras Negras eretta nel 2003;
- la diocesi di Saltillo eretta nel 1891;
- la diocesi di Tampico eretta nel 1870.

## Storia
La diocesi di Linares (o Nuovo León) fu eretta da papa Pio VI con la bolla Relata semper del 15 dicembre 1777, ricavandone il territorio principalmente dalla diocesi di Guadalajara (oggi arcidiocesi) e in misura minore dalla diocesi di Michoacán (oggi arcidiocesi di Morelia) e dall'arcidiocesi di Città del Messico. La nuova sede comprendeva un vasto territorio esteso sugli odierni stati di Nuevo León, Coahuila, Tamaulipas e Texas, ed era originariamente suffraganea dell'arcidiocesi di Città del Messico.
Nel 1839 e il 13 agosto 1861 cedette porzioni del suo territorio a vantaggio dell'erezione rispettivamente della prefettura apostolica del Texas (oggi arcidiocesi di Galveston-Houston) e del vicariato apostolico di Tamaulipas (oggi diocesi di Tampico).
Il 26 gennaio 1863 entrò a far parte della provincia ecclesiastica dell'arcidiocesi di Guadalajara.
Il 23 giugno 1891, in forza della bolla Illud in primis di papa Leone XIII, ha ceduto una porzione del suo territorio a vantaggio dell'erezione della diocesi di Saltillo e contestualmente è stata elevata al rango di arcidiocesi metropolitana.
L'arcidiocesi, malgrado avesse il titolo di Linares, aveva, fin dalla fondazione, la sua sede nella città di Monterrey; questa situazione anomala fu sanata con un decreto della Congregazione Concistoriale del 9 giugno 1922, quando assunse il nome di "arcidiocesi di Monterrey".
Il 14 ottobre 1963, con la lettera apostolica Impensa religione, papa Paolo VI ha proclamato la Beata Maria Vergine del Roble patrona principale dell'arcidiocesi.
Il 30 aprile 1962 e il 6 novembre 1989 ha cedute altre porzioni di territorio a vantaggio dell'erezione rispettivamente delle diocesi di Linares e di Nuevo Laredo.
L'arcidiocesi ricevette in due occasioni la visita pastorale di papa Giovanni Paolo II, a gennaio del 1979 e nel mese di maggio del 1990.

## Cronotassi dei vescovi
Si omettono i periodi di sede vacante non superiori ai 2 anni o non storicamente accertati.
- Juan Antonio de Jesús Sacedón Sánchez, O.F.M. † (28 settembre 1778 - 27 dicembre 1779 deceduto)
  - Sede vacante (1779-1782)
- Rafael José Verger y Suau, O.F.M. † (16 dicembre 1782 - 5 luglio 1790 deceduto)
- Andrés Ambrosio de Llanos y Valdés, O.F.M. † (19 dicembre 1791 - 19 dicembre 1799 deceduto)
- Primo Feliciano Marín y Porras, O.F.M. † (20 luglio 1801 - 12 novembre 1815 deceduto)
- José Ignacio de Arancibia y Hormaguei, O.F.M. † (14 aprile 1817 - 2 maggio 1821 deceduto)
  - Sede vacante (1821-1831)
- José María de Jesús Belaunzarán y Ureña, O.F.M.Ref. † (28 febbraio 1831[7] - 15 novembre 1838 dimesso[8])
  - Sede vacante (1838-1842)
- Salvador de Apodaca y Loreto † (30 gennaio 1843 - 15 giugno 1844 deceduto)
  - Sede vacante (1844-1853)
  - Jose Ignacio Sánchez Navarro † (28 giugno 1850 - 5 agosto 1851 deceduto) (vescovo eletto)[9]
- Francisco de Paula Verea y González † (27 giugno 1853 - 19 settembre 1879 nominato vescovo di Tlaxcala)
- José María Ignacio Montes de Oca y Obregón † (19 settembre 1879 - 13 novembre 1884 nominato vescovo di San Luis Potosí)
- Blas Enciso, O.S.A. † (13 novembre 1884 - 11 gennaio 1885 deceduto)
- Jacinto López y Romo † (10 giugno 1886 - 14 dicembre 1899 nominato arcivescovo di Guadalajara)
- Santiago de los Santos Garza Zambrano † (2 marzo 1900 - 25 febbraio 1907 deceduto)
- Leopoldo Ruiz y Flores † (14 settembre 1907 - 27 novembre 1911 nominato arcivescovo di Michoacán)
- Francisco Plancarte y Navarrete † (27 novembre 1911 - 2 luglio 1920 deceduto)
- José Juan de Jésus Herrera y Piña † (7 marzo 1921 - 16 giugno 1927 deceduto)
  - Sede vacante (1927-1929)
- José Guadalupe Ortiz y López † (20 settembre 1929 - 27 aprile 1940 dimesso[10])
- Guillermo Tritschler y Córdoba † (22 febbraio 1941 - 29 luglio 1952 deceduto)
- Alfonso Espino y Silva † (29 luglio 1952 succeduto - 31 maggio 1976 deceduto)
- José de Jesús Tirado Pedraza † (7 dicembre 1976 - 8 novembre 1983 ritirato)
- Adolfo Antonio Suárez Rivera † (8 novembre 1983 - 25 gennaio 2003 ritirato)
- José Francisco Robles Ortega (25 gennaio 2003 - 7 dicembre 2011 nominato arcivescovo di Guadalajara)[11]
- Rogelio Cabrera López, dal 3 ottobre 2012

## Statistiche
L'arcidiocesi nel 2023 su una popolazione di 5.566.640 persone contava 4.267.950 battezzati, corrispondenti al 76,7% del totale.
| anno | popolazione | popolazione | popolazione | presbiteri | presbiteri | presbiteri | presbiteri                | diaconi | religiosi | religiosi | parrocchie |
| anno | battezzati  | totale      | %           | numero     | secolari   | regolari   | battezzati per presbitero | diaconi | uomini    | donne     | parrocchie |
| ---- | ----------- | ----------- | ----------- | ---------- | ---------- | ---------- | ------------------------- | ------- | --------- | --------- | ---------- |
| 1966 | 1.104.800   | 1.118.800   | 98,7        | 169        | 126        | 43         | 6.537                     |         | 140       | 711       | 50         |
| 1970 | ?           | 1.408.108   | ?           | 177        | 132        | 45         | ?                         |         | 159       | 703       | 50         |
| 1976 | 1.353.251   | 1.408.108   | 96,1        | 224        | 167        | 57         | 6.041                     |         | 190       | 689       | 62         |
| 1980 | 1.987.000   | 2.070.000   | 96,0        | 222        | 177        | 45         | 8.950                     |         | 132       | 518       | 71         |
| 1990 | 4.410.000   | 4.900.000   | 90,0        | 297        | 204        | 93         | 14.848                    | 3       | 177       | 670       | 132        |
| 1999 | 4.285.000   | 4.600.000   | 93,2        | 431        | 288        | 143        | 9.941                     | 6       | 215       | 774       | 149        |
| 2000 | 4.324.500   | 4.650.000   | 93,0        | 437        | 310        | 127        | 9.895                     | 7       | 229       | 735       | 153        |
| 2001 | 4.500.000   | 4.720.000   | 95,3        | 455        | 321        | 134        | 9.890                     | 6       | 205       | 755       | 155        |
| 2002 | 4.470.807   | 4.807.320   | 93,0        | 455        | 333        | 122        | 9.825                     | 18      | 217       | 775       | 166        |
| 2003 | 4.640.730   | 5.407.925   | 85,8        | 509        | 346        | 163        | 9.117                     | 23      | 302       | 458       | 172        |
| 2004 | 5.146.211   | 6.809.345   | 75,6        | 509        | 346        | 163        | 10.110                    | 25      | 298       | 750       | 178        |
| 2013 | 4.512.000   | 4.810.000   | 93,8        | 595        | 384        | 211        | 7.583                     | 44      | 499       | 736       | 188        |
| 2016 | 4.598.000   | 4.898.900   | 93,9        | 626        | 405        | 221        | 7.345                     | 59      | 546       | 769       | 211        |
| 2019 | 4.597.000   | 4.898.900   | 93,8        | 640        | 397        | 243        | 7.182                     | 92      | 394       | 871       | 237        |
| 2021 | 4.192.160   | 5.395.381   | 77,7        | 644        | 408        | 236        | 6.509                     | 129     | 357       | 871       | 248        |
| 2023 | 4.267.950   | 5.566.640   | 76,7        | 634        | 404        | 230        | 6.731                     | 150     | 383       | 437       | 254        |